# Ridgefield (Washington)
Ridgefield je grad u američkoj saveznoj državi Washington. Prema popisu stanovništva iz 2010. u njemu je živjelo 4.763 stanovnika.